# Samuel Llorca Ripoll
Samuel Llorca Ripoll (Alacant, 26 d'abril de 1985) és un exfutbolista valencià que jugava com a defensa central.

## Trajectòria
Inicià els seus primers passos en el futbol jugant en l'equip alacantí del seu barri, la Sociedad Cultural Deportiva San Blas, concretament en benjamins i alevins. Tanmateix l'Hércules CF l'incorporà a les seues categories inferiors, on passà per tots els equips fins a arribar a l'Hércules B.
Després de jugar amb el filial herculà en Regional Preferent durant la temporada 2004/05, en la temporada següent se marxà cedit al CD Alone de Guardamar de la Tercera Divisió, i fou un jugador molt important per a la permanència del club de Guardamar del Segura en Tercera. Al terme de la seua cessió i després del seu regrés a l'Hércules CF, el club herculà li concedí la baixa i firmà amb l'Elx CF fins al 2009 per a jugar en principi en l'equip filial Elx Il·licità.
La temporada 2006/07 actuà en la majoria dels partits amb l'Elx Il·licità en la tercera divisió espanyola de futbol. Disputà amb el primer equip franjiverde los dos últims partits d'eixa temporada de la mà de l'entrenador David Vidal, debutant en Segona Divisió el 9 de juny de 2007 en un Elx CF - CE Castelló (1-0), fou substituït per Alfredo en el minut 65 després d'una contractura muscular fruit del canvi de ritme en els entrenaments amb el primer equip.
La temporada 2007/08 resultà la de la seua consagració com futbolista de la primera plantilla de l'Elx CF actuant com a titular indiscutible per davant de centrals experimentats com Diego Trotta o Iván Amaya.
El novembre de 2007 el seu contracte fou revisat i ampliat fins a l'any 2012, equiparant-se així a la fitxa d'un jugador professional. Durant la temporada 2007/08 rebé ofertes de diversos clubs, entre els que figuren els anglesos del Sheffield United FC i Fulham FC.